# 無彩花簾蛤
無彩花簾蛤（学名：Clementia nonscripta）为帘蛤目簾蛤科花簾蛤屬下的一个化石物種。
本物種分佈台灣新竹縣。
WoRMS沒有本物種的紀錄。